# Beacon of Hope
Beacon of Hope es el décimo séptimo episodio de la cuarta temporada y octagésimo sexto episodio a lo largo de la serie de televisión estadounidense de drama y ciencia ficción Arrow. El episodio fue escrito por Ben Sokolowski y Brian Ford Sullivan y dirigido por Michael Schultz. Fue estrenado el 30 de marzo de 2016 en Estados Unidos por la cadena The CW.
Brie Larvan escapa de prisión y viaja a Star City en busca del chip biomecánico de Felicity. Mientras Brie ataca Palmer Tech y toma como rehenes a Felicity, Donna y Thea; Curtis descubre que Oliver es Flecha Verde y le ofrece su ayuda para rescatar a las chicas. Oliver y el equipo se infiltran en Palmer Tech pero Oliver es picado por una de las abejas de Brie y llevado de vuelta a la guarida, donde Curtis descubre que la abeja implantó otra abeja dentro de Oliver y esta se está reproduciendo pero Laurel usa el llanto de canario para interrumpir la frecuencia. Brie revela que desea el chip debido a que tiene un tumor que eventualmente la dejará paralítica. Finalmente, Curtis desarrolla un virus que es capaz de parar las abejas y a Brie misma. En un flashback, Reiter revela que el ídolo ha comenzado a darle poderes.

## Elenco
- Stephen Amell como Oliver Queen/Flecha Verde.
- Katie Cassidy como Laurel Lance/Canario Negro.
- David Ramsey como John Diggle/Spartan.
- Willa Holland como Thea Queen/Speedy.
- Emily Bett Rickards como Felicity Smoak/Overwatch.
- John Barrowman como Malcolm Merlyn/Arquero Oscuro.
- Paul Blackthorne como el capitán Quentin Lance.

## Continuidad
- Brie Larvan fue vista anteriormente en All Star Team Up.
- Michael Amar fue visto anteriormente en The Offer.
- Andy Diggle fue visto anteriormente en A.W.O.L.
- Donna Smoak y Curtis Holt fueron vistos anteriormente en Code of Silence.
- Brie Larvan escapa de prisión y viaja a Star City después de enterarse de la existencia del chip biomecánico de Felicity.
- Curtis descubre las identidades del equipo Arrow.
- Brie revela que tiene un tumor que está creciendo a un paso acelerado y en poco tiempo quedará paralítica.
- Felicity decide buscar una forma de hacer accesible el chip para el público.
- Se revela que Andy está trabajando para Malcolm.

## Desarrollo

### Producción
La producción de este episodio comenzó el 21 de enero y terminó el 29 de enero de 2016.

### Filmación
El episodio fue filmado del 1 de febrero al 11 de febrero de 2016.